# Chaetothyriaceae
Chaetothyriaceae es una familia de hongos en el orden Chaetothyriales y la clase Eurotiomycetes. En un análisis molecular realizado en el 2012 a partir de especímenes recolectados en el norte de Tailandia se descubrieron tres nuevas especies en la familia (Ceramothyrium thailandicum, Chaetothyrium brischofiacola y Phaeosaccardinula ficus).